# Jeanne Barbey
Pour les articles homonymes, voir Barbey (homonymie).
Jeanne Barbey, née en 1977 à Paris, est une compositrice française de musique sacrée.

## Biographie
Dès son plus jeune âge, Jeanne Barbey se passionne pour la musique et plus particulièrement pour le chant religieux qu'elle pratique dans des chorales, avant de prendre la direction de celle de l'Église polonaise de Paris. 
Suivant initialement des études d'histoire à la Sorbonne, elle est forcée de les interrompre en raison de sa mucoviscidose. Elle se consacre alors à la musique et commence à composer des pièces religieuses.

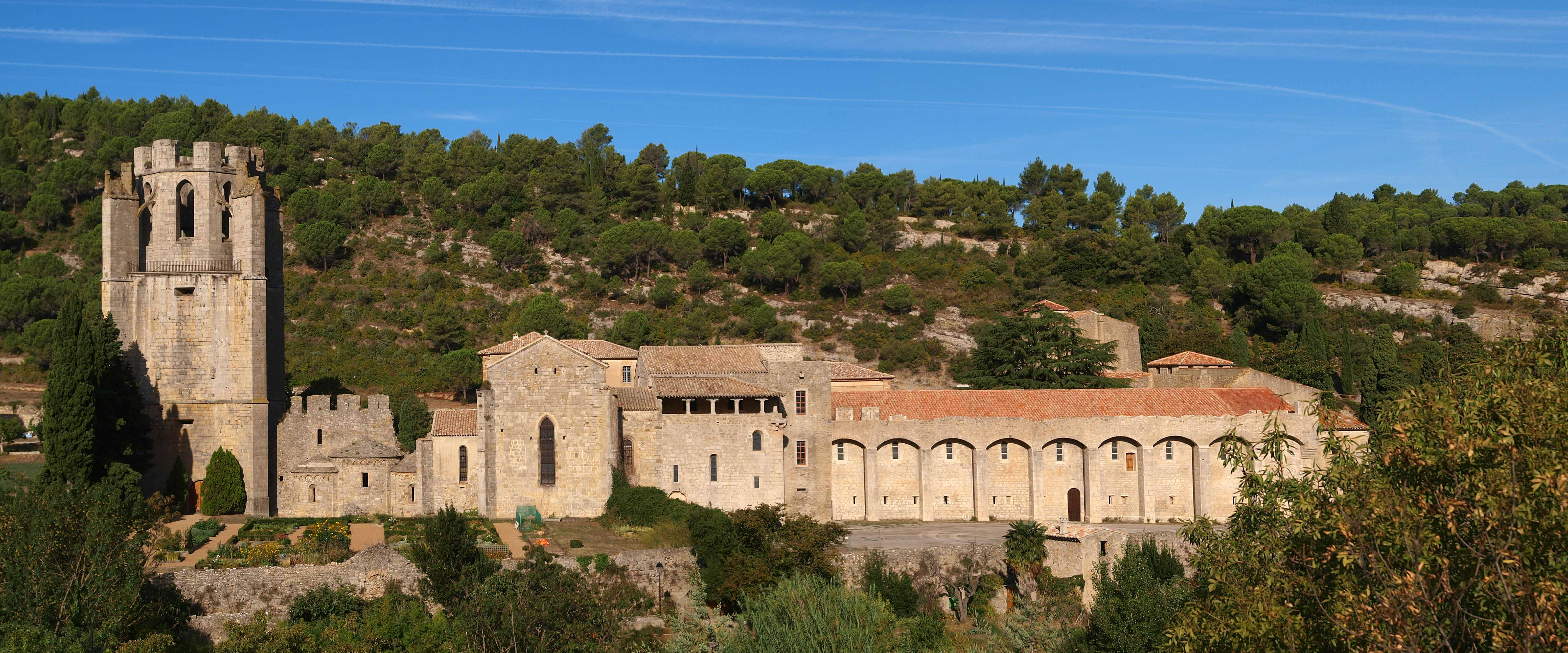
Abbaye de Lagrasse.

En 2004, elle apprend qu'une jeune communauté religieuse, les Chanoines réguliers de la Mère de Dieu, vient de s'installer à l'abbaye Sainte-Marie de Lagrasse et entreprend sa restauration, tâche qui nécessite des frais importants. Elle décide alors de les aider et écrit son Te Deum pour Lagrasse qui est chanté et joué pour la première fois devant plus de 1 500 personnes le 15 janvier 2006 en l'église Saint-Eugène-Sainte-Cécile de Paris par un chœur d'amateurs accompagné de musiciens professionnels.
Depuis, elle a écrit un Veni Creator,  un Ave verum, un Regina Caeli et un O Salutaris Hostia et travaille sur plusieurs autres compositions.